# Jan Mikulicz-Radecki

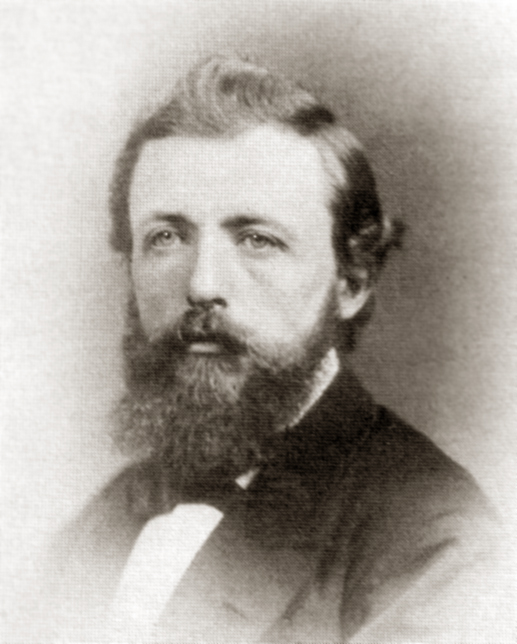
Jan Mikulicz-Radecki

Jan Mikulicz-Radecki (även känd som Johann von Mikulicz), född 16 maj 1850 i Czernowitz, Bukovina, Kejsardömet Österrike, (i nuvarande Ukraina), död 14 juni 1905 i Breslau, Preussen (i nuvarande Polen), var en österrikisk kirurg.
Mikulicz-Radecki blev 1875 medicine doktor i Wien, var därefter en tid assistent hos Theodor Billroth och utnämndes 1880 till docent i kirurgi i Wien. Han kallades till kirurgie professor 1882 i Kraków, 1887 i Königsberg och 1890 i Breslau. Han utövade en utomordentligt omfattande och betydelsefull verksamhet som forskare, lärare och läkare samt utgav inom sitt ämne en mängd arbeten. Tillsammans med Ernst von Bergmann och Paul von Bruns utgav han en stor Handbuch der praktischen Chirurgie (fyra band, 1900-01, ny upplaga i sex band 1926-30).